# Región Oriental (Marruecos)
La Región Oriental (en árabe: جهة الشرقية‎,en lenguas bereberes: ⵜⴰⴳⵎⵓⴹⴰⵏⵜ) o Región de Uchda (en árabe: جهة وجدة‎) es una de las doce regiones en que está organizado Marruecos. Su capital es Uchda.

## Geografía
Limita al norte con la ciudad española de Melilla y el mar Mediterráneo, al este y sur con Argelia, y al oeste con las regiones de Tánger-Tetuán-Alhucemas, Fez-Mequinez y Draa-Tafilalet.
La región tiene una superficie de 88 681 kilómetros cuadrados y un total de 2 314 346 habitantes según el censo de 2014.

### Subdivisiones administrativas
Está dividida en una prefectura y siete provincias.
| Mapa | Provincia              | Capital | Área (km²) | Población (2014) |
| ---- | ---------------------- | ------- | ---------- | ---------------- |
|      | Provincia de Driuch    | Driuch  | 2 867      | 211 059 hab.     |
|      | Provincia de Nador     | Nador   | 3 263      | 728 634 hab.     |
|      | Provincia de Berkán    | Berkán  | 1 985      | 289 137 hab.     |
|      | Prefectura Oujda-Angad | Oujda   | 1 714      | 551 767 hab.     |
|      | Provincia de Guercif   | Guercif | 7 307      | 216 717 hab.     |
|      | Provincia de Taurirt   | Taurirt | 8 541      | 233 188 hab.     |
|      | Provincia de Yerada    | Yerada  | 8 640      | 108 727 hab.     |
|      | Provincia de Figuig    | Buarfa  | 55 990     | 138 325 hab.     |

## Historia
La región Oriental se fundó en 1971 con la primera división en regiones de Marruecos. En 2009 se dividió la antigua provincia de Nador en dos, creandose la provincia de Driouch. Finalmente, el decreto n.º 2-15-10 de 20 de febrero de 2015 implantó en Marruecos una nueva división territorial con doce regiones. Así fue como se estableció una nueva región Oriental, a partir de la anterior región, añadiéndole la provincia de Guercif procedente de la antigua región de Taza-Alhucemas-Taunat.

Oriental en Marruecos, con la primera división administrativa de (1971-1991)
Oriental en la segunda división de Marruecos (1991-2015)
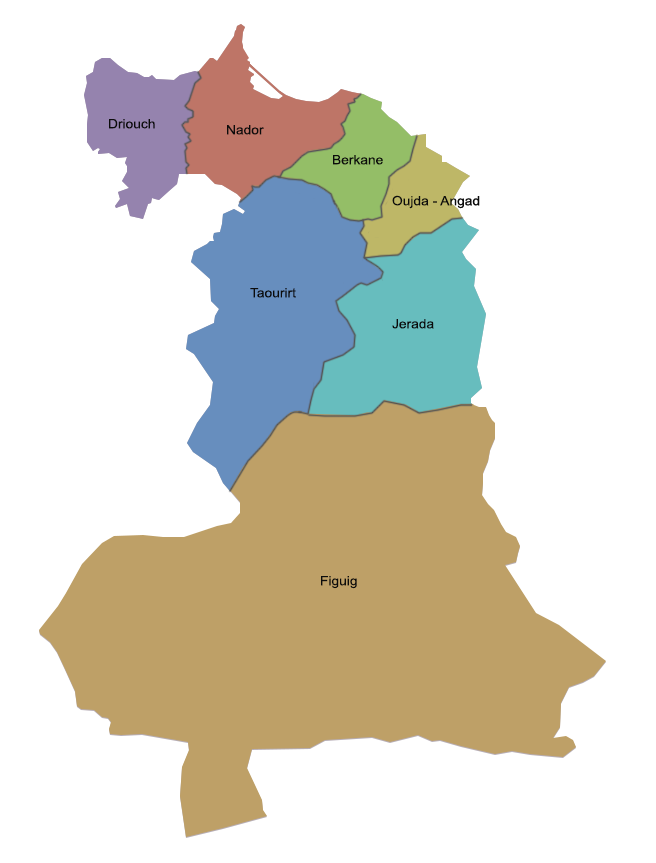
División de la región Oriental desde el 2009 hasta el 2015 (anteriormente la provincia de Driouch formó parte de Nador).
División actual de la región Oriental (con la provincia de Guercif incorporada).